# Petaurus gracilis
Petaurus gracilis là một loài động vật có vú trong họ Petauridae, bộ Hai răng cửa. Loài này được de Vis mô tả năm 1883.